# St. Thomas Morus (München)

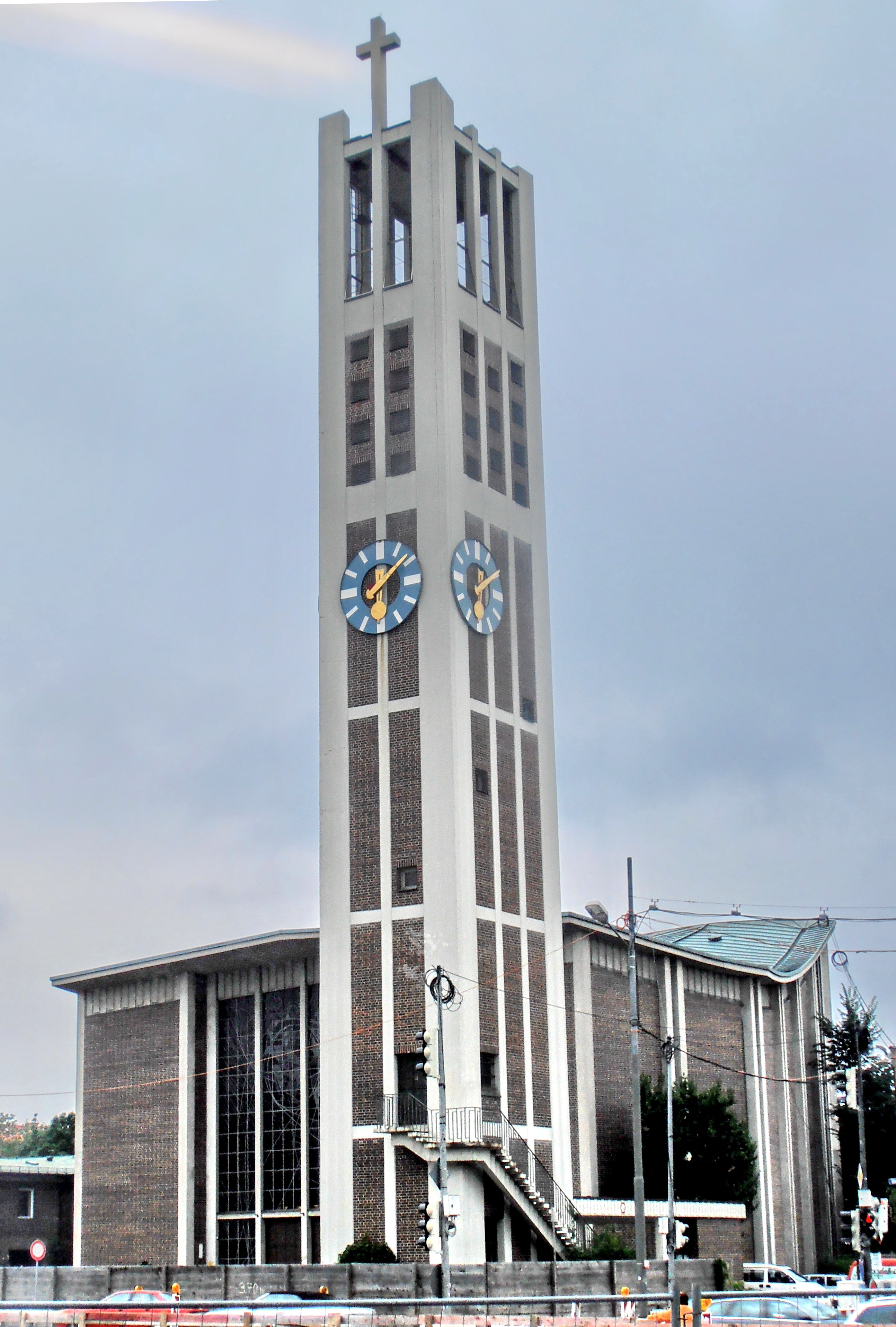
Von Südosten

St. Thomas Morus ist ein modernes Kirchengebäude im Münchner Stadtteil Sendling-Westpark. Es ist als Baudenkmal in die Denkmalliste eingetragen.

## Geschichte
Zunächst als Pfarrkuratie entstand die Gemeinde St. Thomas Morus 1964 als Abtrennung von der seit Ende des Zweiten Weltkriegs stark gewachsenen Pfarrei St. Heinrich, weitere Gebiete gehörten ursprünglich zu St. Achaz und, wie der Baugrund aus Kircheneigentum, zu St. Margaret. Erster Seelsorger wurde Erwin Hausladen, zuvor Kaplan in St. Heinrich, der bis 1993 als Pfarrer in St. Thomas Morus blieb.
Die 1968 zur Stadtpfarrei erhobene Gemeinde St. Thomas Morus reicht von der Albert-Roßhaupter-Straße im Norden bis zur Zielstattstraße und vom Luise-Kiesselbach-Platz im Westen bis zur Passauerstraße.
Vor Errichtung des Kirchenneubaus fanden ab Dezember 1964 Gottesdienste nahe dem Bauplatz in einem Zelt statt, das vom 37. Eucharistischen Weltkongress stammte, der vier Jahre zuvor in München stattgefunden hatte. Baubeginn der heutigen Kirche war im Frühjahr 1965, im Oktober desselben Jahres wurde im Pfeiler links des Haupteinganges der Grundstein gelegt, der unter anderem einen Stein der St.-Dunstan-Kirche in Canterbury enthält, Ruhestätte des Hauptes des heiligen Thomas Morus. Am 4. Dezember, dem zweiten Advent 1966, wurde die neue Kirche eingeweiht.
Der erste Seelsorger und Gründer der Kirche Monsignore Erwin Hausladen starb am 6. Juni 2015 im Alter von 90 Jahren.
Der Gründungspfarrer von St. Thomas Morus war über 45 Jahre in der Gemeinde aktiv. Viele Pfarreimitglieder kannten ihn von Kind an als ihren Pfarrer.

## Gebäude

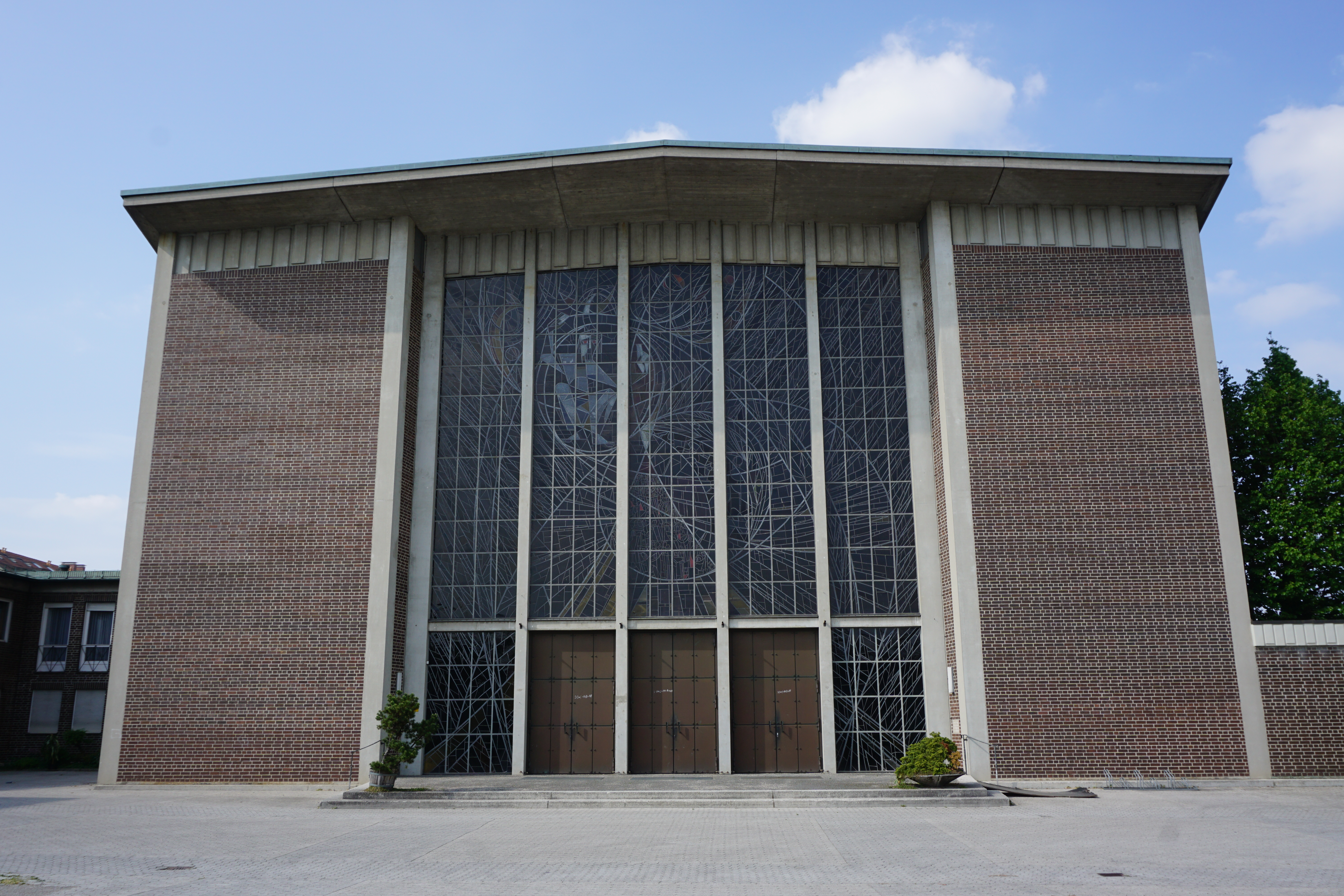
Hauptgebäude

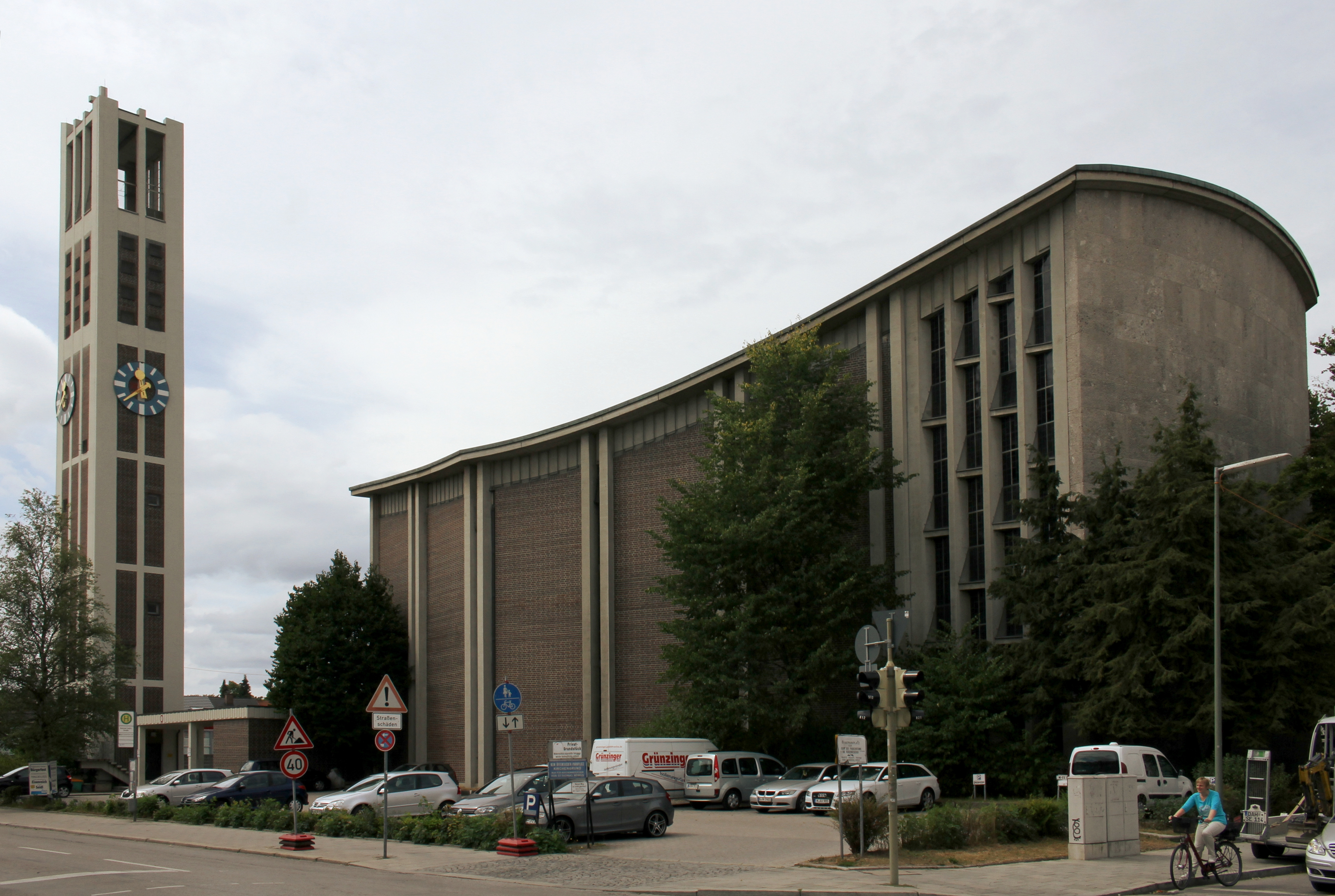
Geschwungene Dachform

Das Kirchenzentrum St. Thomas Morus an der Ecke Heckenstallerstraße/Friedrich-Hebbel-Straße wurde geplant von Karl Jantsch, der selbst Gemeindemitglied war. Der eigentliche Kirchenbau bildet zusammen mit der Sakristei, dem Pfarrhaus mit Jugendstation und dem Pfarrheim mit Kindergarten eine städtebauliche Einheit. Der Turm steht als Campanile an der Südostecke des eingefriedeten Kirchengeländes, er ist 44 Meter hoch und trägt ein 5 Meter großes Betonkreuz. Die Kirchenglocke, gestiftet vom Architekten, wiegt 600 kg, misst 102 Zentimeter im Durchmesser und erklingt als g1.
Der Kirchenschiff steht auf glockenförmigem Grundriss; ausgehend von 32 Meter Breite an der Südseite verbreitert er sich zunächst etwas nach Norden hin, um sich dann bis auf 17 Meter an der leicht gewölbten Wand hinter dem Altar im Norden zu verjüngen. Das Dach ist geschwungen, so dass der Kirchenraum in Richtung Altarwand ansteigt, wo er eine Höhe von 22 Metern erreicht. Das Gebäude ist aus bis zum Dach reichenden Betonfertigstützen errichtet, zwischen ihnen liegt Sichtmauerwerk. Das Dach wurde als Kombination von Betonträgern, einer Betondecke, und einer Holzkonstruktion errichtet und ist mit Kupfer gedeckt.
Das Kirchengebäude einschließlich des Buntglasfensters, das Pfarrheim und der Kindergarten sind stark sanierungsbedürftig. Im Winter finden Gottesdienste teils bei Temperaturen um null Grad statt. Der Pfarrsaal ist seit 2016 geschlossen, der Kindergarten musste die Gebäude verlassen. Das Erzbischöfliche Ordinariat blockierte 2017 die Umbaupläne für das Kirchengelände, da die Kosten des Projekts zu hoch seien.
Seit Juni 2021 finden in der Pfarrei St. Thomas Morus umfangreiche Umbau-, Sanierungs- und Renovierungsmaßnahmen nach Plänen des Münchner Architekturbüros Westner Schührer Zöhrer statt. Die Baumaßnahmen sollen 3 Jahre in Anspruch nehmen. Die Maßnahmen sind: 
- Abriss des Gebäudes mit dem Pfarrsaal
- Abriss der Gebäudeteile von Pfarrbüro, Jugendräumen und Sakristei
- Neubau eines Kindergartens an der Stelle der Gebäudeteile von Pfarrbüro, Jugendräumen und Sakristei
- Renovierung des Pfarrhauses
- Sanierung des Turmes
- Neubau eines Pfarrbüros an der Stelle des bisherigen Parkplatzes der Kirche
- Sanierung der Kirche, Reinigung der Fenster und Wände
- Einbau eines Pfarrsaals auf der verlängerten Empore in der Kirche[3]

Für die Dauer der Maßnahmen werden alle Gottesdienste und Veranstaltungen in die Gebäude der Pfarrei St. Achaz verlegt.

## Innenraum und Ausstattung

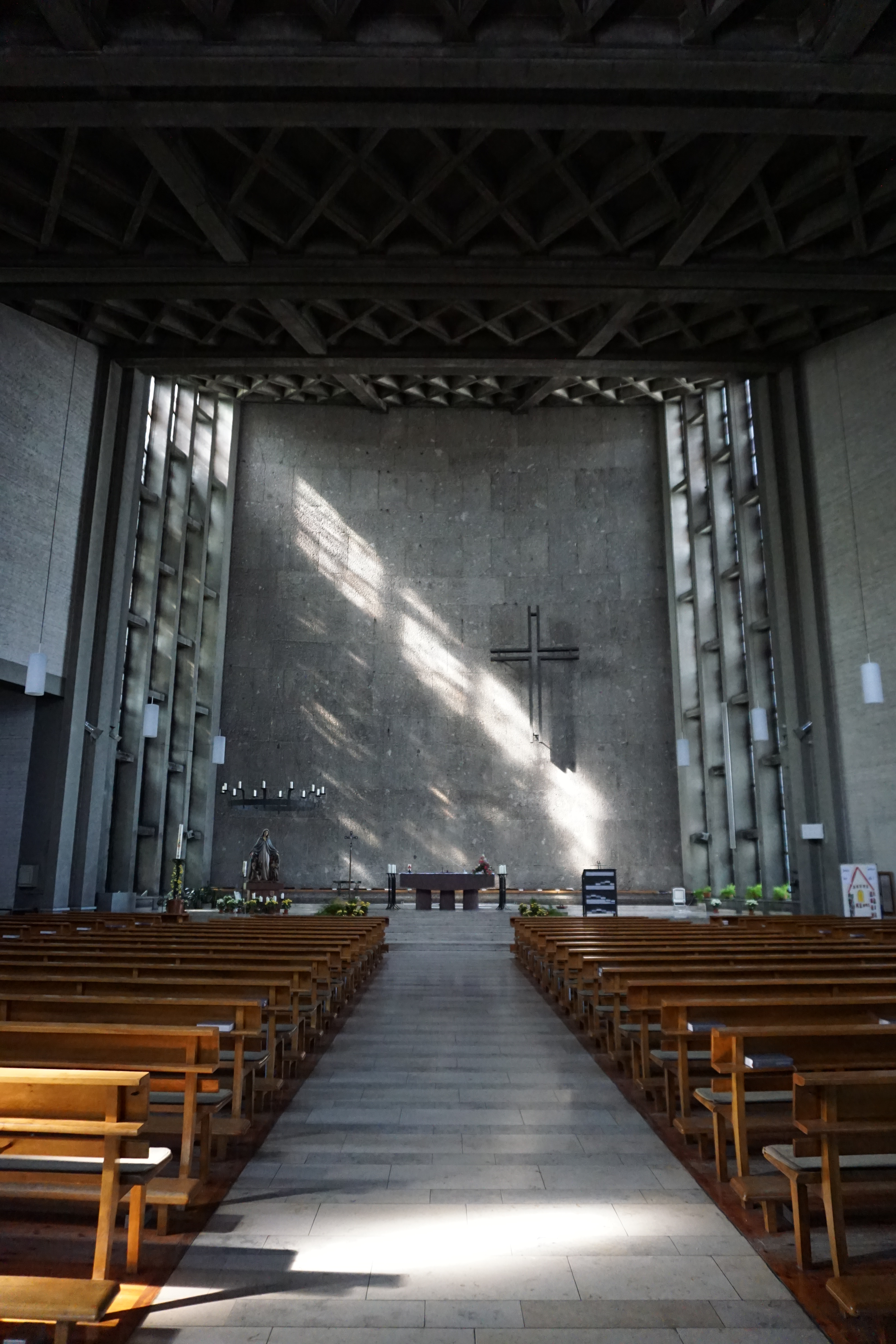
Der Innenraum der Kirche

Im Innenraum sind die Wände geschlämmt. Der Boden ist mit Solnhofener Platten belegt, im Altarraum mit Travertin aus Tivoli. Die Nordwand hinter dem Altar ist mit Nagelfluhplatten aus den bayerischen Alpen verkleidet. Das Kirchenfenster an der Südseite erstreckt sich über die gesamte Höhe und ist mit 131 Quadratmetern reiner Glasfläche, verteilt auf 252 Felder, eines der größten in Deutschland. Es ist ein Werk von Christian Wolf, Mitglied der Gemeinde, und hat die Wiederkunft Christi zum Thema. Ein weiteres großes Fenster befindet sich im Altarraum an der Ostwand.

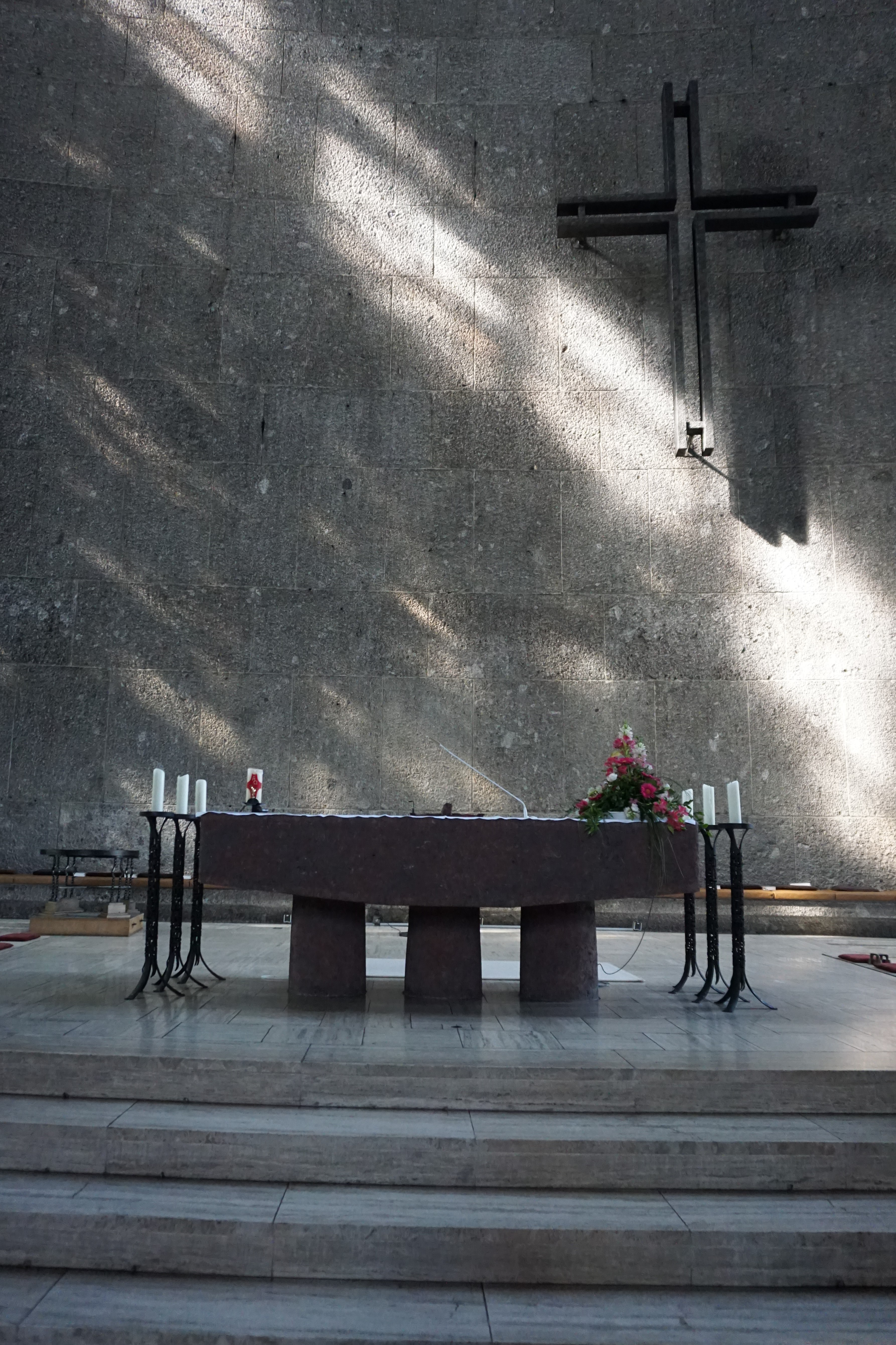
Der Hauptaltar

Der Hauptaltar ist aus Michelnauer Tuff gearbeitet. Die Wand hinter dem Altar ziert ein fast 5 Meter großes Metallkreuz; wie auch das große Kirchenfenster und das Altarkreuz wurde es von Christian Wolf entworfen. Aus Zirbelholz ist die 1,5 Meter hohe Skulptur einer Madonna, die unter ihrem Mantel einer Familie Schutz sowie Menschen verschiedener Rassen bietet, unter ihnen einem Priester mit den Zügen des ersten Pfarrers von St. Thomas Morus, Erwin Hausladen. Die Madonna ist ein Werk von Pius Malsiner und trägt die Züge seiner Frau Linele. Als weitere Ausstattungsstücke des Hauptraumes sind zu nennen ein fünfarmiger Leuchter von dem Gemeindemitglied Hans Bichler, das Heilige Grab mit einer echten Totenbahre aus Aufkirchen am Starnberger See, Figuren der Heiligen Josef, Antonius von Padua und Christophorus und eine Reliefskulptur mit Jesus am Kreuz als Sieger über den Tod, geschaffen von Stefan Malsiner. Der Kreuzweg an der Ostwand ist eine Batikarbeit aus Indonesien.
Die Alltagskapelle befindet sich westlich vom Hauptaltar, nahe dem Durchgang zur Sakristei. Der Altar hier ist wie der Hauptaltar aus Michelnauer Tuff. Der Tabernakel, gestaltet von Rudi Seitz ist in einen fünf Tonnen schweren Granitfelsen aus den Ötztaler Alpen eingelassen. Ebenfalls in der Alltagskapelle findet sich das Grödner Kreuz, eine Kopie des Kreuzes, das die Bildhauer Vinzenz Peristi und Johann Baptist Walpoth in den 1930er Jahren für den Sëurasass oberhalb des Grödner Tals geschaffen haben. Zwei weitere Kapellen befinden sich unter der Orgelempore an der Südseite der Kirche; zur Linken die Taufkapelle, zur Rechten die Thomas-Morus-Kapelle mit einer Skulptur des Heiligen. Eine Herz-Jesu-Kapelle findet sich schließlich auf halber Höhe des Turmes; die Schnitzarbeiten hier stammen von Hermann Kofler aus Südtirol.

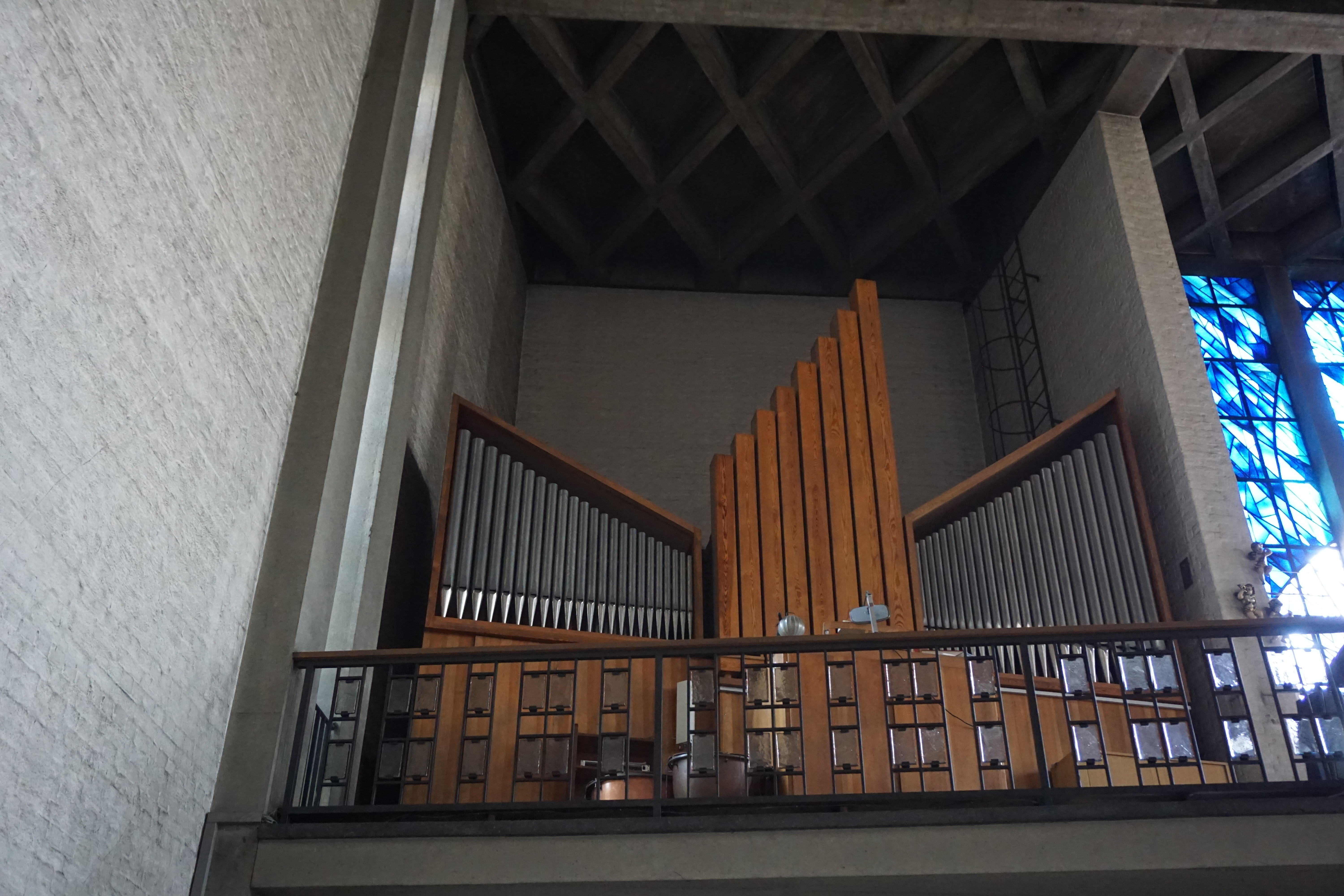
Die Orgel

Die Orgel aus dem Jahr 1969 stammt aus der Werkstatt Carl Schuster, München. Die 744 Pfeifen verteilen sich auf elf Register, zwei Manuale und Pedal. Das Instrument wurde beim Kirchenumbau abgebaut. Ein Wiederaufbau ist im Orgelmuseum Valley geplant. 